# Salma Zemzem
Pour les articles homonymes, voir Zemzem.
Salma Zemzem (arabe : سلمى زمزم), née le 7 avril 2000 à Paris, est une footballeuse internationale tunisienne jouant au poste d'attaquante au Thonon Évian Grand Genève.
Avant de représenter la Tunisie au niveau international, Zemzem évolue sous le maillot de l'équipe de France dans la catégorie des moins de 16 ans.

## Carrière en club

### Débuts
Salma Zemzem fait ses débuts au Club multisports de Pantin jusqu'à l'âge de douze ans, avant de connaître une saison au FC Les Lilas.

### Formation au PSG et à l'INSEP
Ses qualités sur le terrain tapent à l'œil des dirigeants du Paris Saint-Germain. Elle rejoint alors le club afin d'y poursuivre sa formation de footballeuse et de découvrir en 2015 le championnat national des moins de 19 ans, championnat qu'elle remporte en 2017. En parallèle, Salma Zemzem, qui est retenue en sélection régionale de Paris Île-de-France, parvient en 2015 à intégrer le pôle France de l'Institut national du sport, de l'expertise et de la performance (INSEP), où elle passe trois ans et d'où elle sort diplômée avec un baccalauréat ES. Durant cette période à l'INSEP, elle côtoie d'autres joueuses telles que Sonia Ouchène ou encore Maëlle Lakrar, future internationale française,.

### Découverte de la D2 à la VGA Saint-Maur (2018-2020)
Après cinq saisons passées au PSG, Salma Zemzem rejoint la VGA Saint-Maur avec laquelle elle fait ses premiers pas dans la deuxième division nationale. Elle dispute son premier match officiel sous ses nouvelles couleurs le 3 février 2019 en entrant en jeu contre La Roche à la place d'Assia Gayme. Séverine Gouyer la titularise le match suivant face à l'Arras FC, mais elle connaît une première saison compliquée :
« Après le PSG, je me suis engagée avec la VGA Saint-Maur, en D2 Féminine.
Je n'ai, malheureusement, pas fait la saison pour des raisons de priorités (ndlr : 2 matchs en D2F). J'ai voulu me concentrer un peu plus sur mes études »
— Salma Zemzem
Elle a beaucoup plus de temps de jeu la saison qui suit et inscrit ses premiers buts en D2 contre Bergerac le 15 septembre 2019 contribuant ainsi à une victoire à l'extérieur (0-5). Mais le championnat ne va pas jusqu'à son terme en raison de la pandémie de Covid-19. Ainsi, à l'issue de cet exercice 2019-2020, Zemzem a pris part à douze matchs de championnat pour cinq buts marqués.

### Premiers pas dans l'élite avec Issy-les-Moulineaux (2020-2021)
Après deux saisons à Saint-Maur, Salma Zemzem reste dans la région francilienne et rejoint le GPSO 92 Issy qui évolue en première division. Durant cette saison, elle joue notamment aux côtés d'Ella Kaabachi qui sera sa future partenaire en sélection tunisienne. Après avoir pris part à la préparation dans un contexte particulier en raison de la pandémie de Covid-19, elle fait sa première apparition dans l'élite le 5 septembre 2020 en entrant en jeu contre Le Havre à la 73e minute à la place de Laurie Teinturier ; les débuts sont difficiles puisqu'Issy s'incline à la maison sur le score de 4-0. Elle connaît sa première titularisation le 3 octobre 2020 face à Reims sur la pelouse de ce dernier. Mais les joueuses de Yacine Guesmia essuient une lourde défaite sur le score de 7-1. C'est Salma Zemzem qui inscrit l'unique but isséen et, par la même occasion, son premier but en D1. C'est sa seule réalisation de la saison à l'issue de laquelle elle aura pris part à seize matchs pour cinq titularisations seulement. En manque de temps de jeu, elle quitte le club francilien lors de l'intersaison.

### Éclosion à l'Albi-Marssac (2021-2022)
En quête de temps de jeu, Salma Zemzem quitte la région parisienne pour le Tarn en rejoignant Albi-Marssac, pensionnaire de D2 (poule B).
« J'ai décidé de rejoindre le club car j'avais besoin de temps de jeu, de remarquer des buts, de me remettre en confiance et de progresser au niveau de mon volume de jeu. L'AMTF m'a présenté un bon projet et je me suis dit qu'il fallait que je sorte de ma zone de confort car je n'avais jamais quitté la région parisienne »
— Salma Zemzem, La Dépêche du Midi
Elle dispute alors son premier match sous la houlette de Guillaume Balagué le 5 septembre 2021 à Grenoble, où Albi s'incline sur une courte défaite 1-0 à l'occasion de la 1re journée de championnat. À noter que, durant ce match, elle joue non seulement titulaire et l'intégralité de la rencontre mais affronte Sabah Shaiek et Yosra Ben Hadj Mahmoud, ses futures coéquipières en sélection tunisienne.
Quant à son premier but, elle l'inscrit contre Rodez, même si son équipe s'incline sur le score de 4-1.
Parmi les moments forts de la saison figure celui du 10 octobre 2021 contre Football féminin Yzeure Allier Auvergne, un match durant lequel elle inscrit les trois buts de son équipe contribuant à la victoire d'Albi (3-1).
En coupe de France, Albi élimine facilement le Limoges Football (8-1), avec notamment un triplé de Salma Zemzem, puis s'impose aux deuxième tour fédéral dans le derby face à Montauban sur le score de 1-0 grâce à une réalisation de Zemzem. Elle participe à la victoire de son équipe au tour suivant face au Puy. Cependant, le parcours d'Albi prend fin en huitièmes de finale face au pensionnaire de D1, le Montpellier Hérault, qui se qualifie facilement (6-0).
À l'issue de la saison, Albi se maintient en deuxième division et Salma Zemzem aura pris part à un total de 18 matchs de championnat dont seize en tant que titulaire pour douze buts inscrits, terminant ainsi dans les cinq meilleures buteuses de la D2 (poule B). Toutefois, elle ne prolonge pas avec le club albigeois.

### Avec l'US Orléans (2022-2024)

#### Première saison
Après une saison à Albi, Salma Zemzem retourne dans l'autre poule de la D2 (nord) en s'engageant à l'US Orléans, avec lequel elle inscrit un doublé dès son premier match officiel le 10 septembre 2022 contre la Roche (victoire 3-0).
Elle s'offre un deuxième doublé de la saison lors de la 4e journée face au GPSO 92 Issy et contribue ainsi à la victoire d'Orléans (2-1) à l'extérieur.

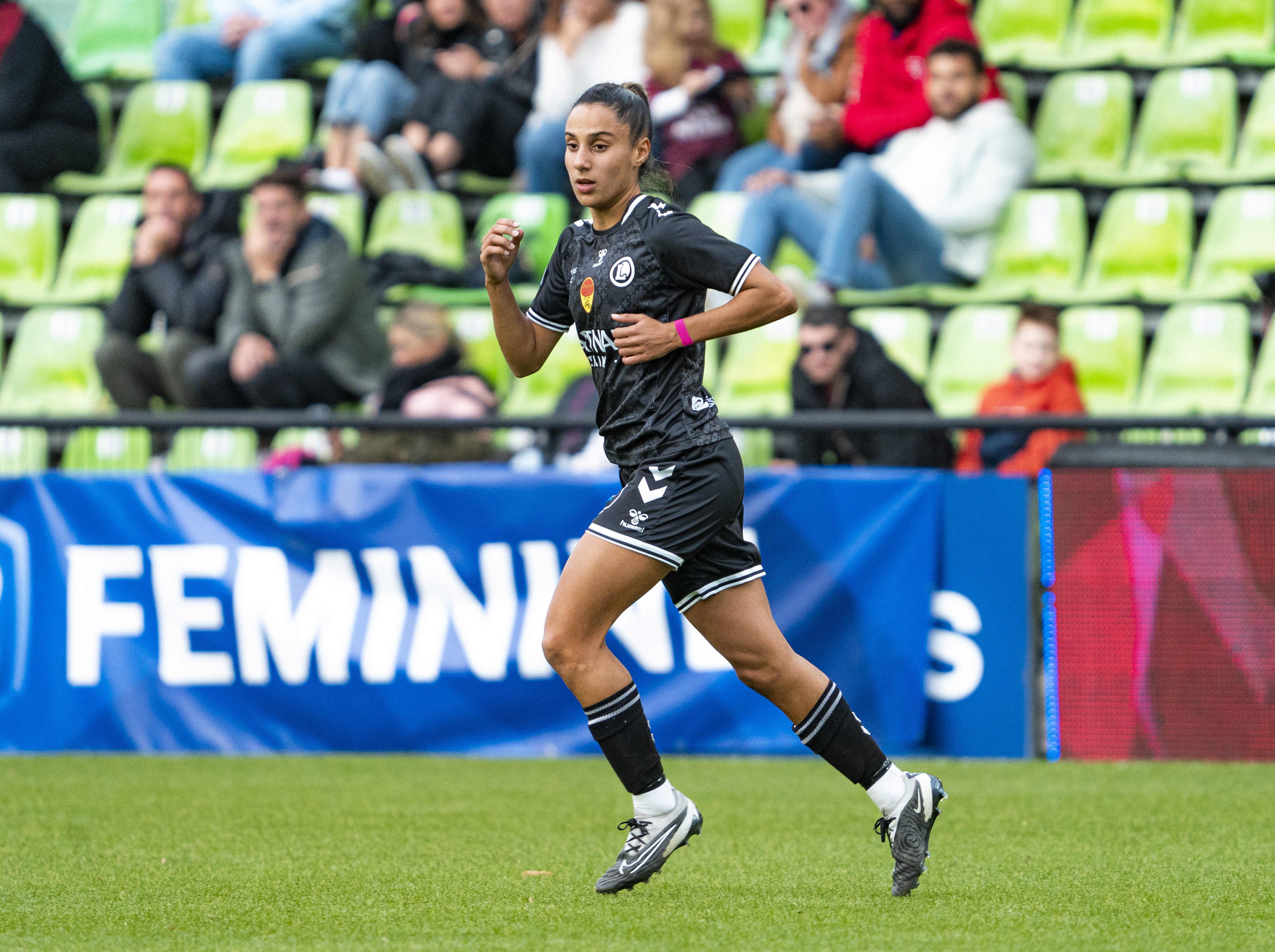
Salma Zemzem face au FC Metz au stade Saint-Symphorien (octobre 2023).

Néanmoins, Salma Zemzem est muette en championnat pendant une longue période et ne retrouve le chemin des filets que lors de l'avant-dernière journée, le 21 mai 2023, face au Mans dans un match décisif pour le maintien à l'issue duquel Orléans décroche une victoire précieuse (4-2). Les Orléanaises, qui s'imposent également lors de la dernière journée, se maintiennent de justesse en D2, à un point devant le premier relégable, Nantes. Zemzem prolonge d'une année supplémentaire avec le club.

#### Deuxième saison
Salma Zemzem poursuit l'aventure avec l'US Orléans. Elle joue son premier match de la saison 2023-2024 le 17 septembre 2023 en entrant en jeu face à Strasbourg sur le terrain de ce dernier, des débuts difficiles puisqu'Orléans subit une défaite sévère (4-0).
Lors de la journée qui suit, le 1er octobre, elle offre face à son ancien club d'Albi une passe décisive à Sara Vranić qui permet à Orléans d'égaliser (1-1) ; les deux équipes se quittent sur un score de parité (2-2).
Elle est à nouveau passeuse le 22 octobre sur le terrain de Metz dans un match qui voit son équipe l'emporter sur un résultat de 4 buts à 1.
Salma Zemzem ne débloque son compteur de buts que lors de la réception de l'Olympique de Marseille le 5 novembre. Dans un match prolifique en buts, Orléans perd la rencontre sur le score de 5 buts à 3.
Le 17 décembre contre Montauban, elle inscrit le but égalisateur du match en lobant la gardienne d'un tir de 40 mètres. La rencontre se termine sur une victoire précieuse à l'extérieur d'Orléans (1-2).
Elle inscrit son premier but de l'année 2024, le 3 mars face à l'OGC Nice en ouvrant le score dans les derniers instants du match qui se termine sur une victoire de son équipe (2-0). Le 24 mars face à Metz, elle délivre sa 3e passe décisive de la saison qui permet à Clara Bertrand d'ouvrir le score de la rencontre, qui voit finalement les Orléanaises s'incliner 3 buts à 1. Elle marque son 4e but de la saison le 20 avril 2024 en déplacement à Nantes où Orléans tient en échec le FC Nantes (2-2). Elle est à nouveau buteuse la journée qui suit en ouvrant le score face à la lanterne rouge Montauban (victoire, 2-1).
Orléans parvient à se maintenir sportivement en terminant à la 7e place à six longueurs devant le premier relégable, Albi-Marssac. Salma Zemzem inscrit cinq buts en 21 rencontres de championnat. En raison de difficultés financières que traverse le club et pour donner plus de moyens à son équipe masculine, la section féminine de l'US Orléans est dans un premier temps condamnée à disparaître. Finalement, après une réunion du conseil d'administration du club en présence du président de la LFFP Jean-Michel Aulas et de la ministre des Sports Amélie Oudéa-Castéra, une issue favorable est trouvée avec des soutiens financiers qui permettent à l'équipe féminine de poursuivre et de se maintenir officiellement dans la D2. Toutefois, elle ne prolonge pas avec le club loirétain.

### Avec Thonon Évian (depuis 2024)
Après deux saisons du côté d'Orléans, Salma Zemzem rejoint Thonon Évian qui est parvenu à se maintenir en Seconde Ligue ; le club annonce sa signature le 10 juillet 2024.
Elle dispute son premier match officiel sous ses nouvelles couleurs le 15 septembre 2024 en étant titularisée face à Toulouse FC chez ce dernier, dans le cadre de la première journée de la Seconde Ligue.
Zemzem inscrit son premier but avec Thonon Évian le 29 septembre 2024 et contribue à la victoire de son équipe face à Rodez. Le 20 octobre 2024, Salma Zemzem marque son deuxième but de la saison et son 30e en Seconde Ligue, face à l'Olympique de Marseille dans un match qui se solde par un nul (1-1).
Le 17 novembre 2024, elle est impliquée sur l'un des buts victorieux de son équipe face au LOSC avec une passe décisive pour Laura Muller.
Elle contribue à la qualification de son équipe pour les huitièmes de finale de la coupe de France en inscrivant l'un des trois buts de Thonon le 12 janvier 2025 contre Rodez (victoire 3-0). Cependant, Zemzem et ses coéquipières sont éliminées au tour suivant par le Dijon FCO (2-0), pensionnaire de la Première Ligue.

## Carrière internationale
Avant d'opter définitivement pour la Tunisie, Salma Zemzem fait plusieurs apparitions sous le maillot des « Bleuettes ».

### France -16 ans
Sélectionnée en équipe de France des moins de 16 ans par Cécile Locatelli, elle dispute son premier match sous le maillot français en entrant en jeu le 25 avril 2016 à la place de Selma Bacha à l'occasion d'un match amical contre l'Angleterre à Precenicco (Italie), durant lequel elle s'illustre en marquant le deuxième but qui donne la victoire aux Françaises.
Elle connaît sa première titularisation deux jours après contre le Mexique dans un match qui se solde par un nul vierge.
Avec les « Bleuettes », Salma Zemzem aura pris part au total à six rencontres dont une seule titularisation et un but marqué.

### Tunisie
Après cette expérience sous le maillot tricolore, Salma Zemzem qui, est également d'origine marocaine de par sa maman, aurait pu également faire le choix des « Lionnes de l'Atlas » mais opte finalement pour la sélection tunisienne, et ce à l'âge de 23 ans.
Convoquée par Samir Landolsi pour la double confrontation face au Niger dans le cadre des qualifications à la CAN 2024, elle fait ses débuts le 26 septembre 2023 en entrant en jeu contre ladite sélection et inscrit par la même occasion son premier but international. Au tour suivant, le 30 novembre, elle contribue au succès tunisien 5-2 contre le Congo en inscrivant un triplé. La Tunisie valide son ticket pour la CAN grâce à cette large victoire à l'aller, malgré le match nul au Congo (1-1) le 5 décembre.
Viennent alors les qualifications pour les Jeux olympiques 2024 durant lesquelles la Tunisie est opposée au Maroc durant le mois de février 2024, une double confrontation particulière pour Salma Zemzem, originaire des deux pays. Les Tunisiennes sont cependant défaites (6-2 au score cumulé). Titulaire lors des deux manches, c'est elle qui inscrit l'unique réalisation de son équipe lors du match retour à Rabat le 28 février 2024.
Quelques semaines plus tard, durant la fenêtre FIFA d'avril, Salma Zemzem dispute deux matchs amicaux internationaux face à l'Algérie à Tunis. Si les Tunisiennes remportent la première manche (2-1), la deuxième se termine sur un score de parité (2-2) ; Zemzem participe aux deux rencontres en tant que titulaire.

#### Coupe d'Afrique des nations 2024
Dans le cadre des préparations à la CAN 2024, la fédération tunisienne organise durant le mois de juillet une triangulaire avec la participation de la Tanzanie et du Botswana. Les Tunisiennes s'inclinent lourdement face aux Tanzaniennes (0-5) et s'imposent face aux Botswanaises (1-0). Zemzem participe aux deux rencontres en tant que titulaire.
Après une série de matchs amicaux, elle est sélectionnée par Kamel Saada pour prendre part à la CAN 2024 qui se déroule du 5 au 26 juillet 2025 au Maroc. Toutefois, la Tunisie ne parvient pas à se qualifier pour le deuxième tour et termine à la dernière place de son groupe après deux défaites (3-0 contre le Nigeria et 2-1 contre le Botswana) et un nul (0-0 contre l'Algérie). Salma Zemzem est titularisée face aux Nigérianes et aux Algériennes. Cependant, alors que les Tunisiennes doivent affronter les Botswanaises pour leur dernier match de poule, elle décide de prendre sa retraite internationale pour des raisons familiales. La joueuse annonce sa décision sur son compte Instagram.

#### Coupe d'Afrique des nations 2026: échec des Tunisiennes au dernier tour des qualifications
Durant le mois de février 2025, Salma Zemzem est convoquée par Kamel Saada pour disputer une double confrontation face au Kenya dans le cadre du premier tour des qualifications à la CAN 2026 les 21 et 26 du même mois, respectivement à Nairobi et Tunis. Cependant, la Tunisie ne parvient pas à se qualifier au dernier tour. Après un match nul au Kenya (0-0), les Tunisiennes qui avaient l'opportunité de marquer deux fois sur penalty, s'inclinent à Sousse (1-0). Salma Zemzem dispute les deux rencontres en tant que titulaire.

## Statistiques

### Statistiques détaillées en club
| Saison                | Club                  | Championnat           | Championnat | Championnat | Coupe(s) nationale(s) | Coupe(s) nationale(s) | Total | Total |
| Saison                | Club                  | Division              | M.          | B.          | M.                    | B.                    | M.    | B.    |
| 2018-2020             | VGA Saint-Maur        | Division 2            | 2           | 0           | 0                     | 0                     | 2     | 0     |
| 2019-2020             | VGA Saint-Maur        | Division 2            | 12          | 5           | 1                     | 0                     | 13    | 5     |
| Sous-total            | Sous-total            | Sous-total            | 14          | 5           | 1                     | 0                     | 15    | 5     |
| 2020-2021             | FF Issy               | Division 1            | 16          | 1           | 1                     | 1                     | 17    | 2     |
| Sous-total            | Sous-total            | Sous-total            | 16          | 1           | 1                     | 1                     | 17    | 2     |
| 2021-2022             | Albi-Marssac          | Division 2            | 18          | 12          | 4                     | 4                     | 22    | 16    |
| Sous-total            | Sous-total            | Sous-total            | 18          | 12          | 4                     | 4                     | 22    | 16    |
| 2022-2023             | US Orléans            | Division 2            | 20          | 6           | 1                     | 0                     | 21    | 6     |
| 2023-2024             | US Orléans            | Division 2            | 21          | 5           | 1                     | 0                     | 22    | 5     |
| Sous-total            | Sous-total            | Sous-total            | 41          | 11          | 2                     | 0                     | 43    | 11    |
| 2024-2025             | Thonon Évian          | Division 2            | 20          | 3           | 3                     | 1                     | 23    | 4     |
| Total sur la carrière | Total sur la carrière | Total sur la carrière | 109         | 32          | 11                    | 6                     | 120   | 38    |

### Statistiques par compétition
| Compétition     | Matchs | Titu. | Buts | Cartons | Cartons |
| Compétition     | Matchs | Titu. | Buts | Jau.    | Rou.    |
| --------------- | ------ | ----- | ---- | ------- | ------- |
| D1 Féminine     | 16     | 5     | 1    | 0       | 0       |
| D2 Féminine     | 93     | 78    | 31   | 6       | 0       |
| Coupe de France | 11     | 8     | 6    | 0       | 0       |
| Total           | 120    | 93    | 38   | 6       | 0       |

### En sélection
Le tableau suivant liste les rencontres de l'équipe de Tunisie auxquelles Salma Zemzem a pris part depuis le 26 septembre 2023.

#### Buts internationaux
Le tableau suivant liste les buts internationaux marqués par Salma Zemzem :
| No. | Date              | Lieu                       | Adersaire | Score | Résultat | Compétition             |
| --- | ----------------- | -------------------------- | --------- | ----- | -------- | ----------------------- |
| 1   | 26 septembre 2023 | Stade municipal de Soliman | Niger     | 5-0   | V 5–1    | Qualifications CAN 2024 |
| 2   | 30 novembre 2023  | Stade municipal d'Ariana   | Congo     | 1-0   | V 5–2    | Qualifications CAN 2024 |
| 3   | 30 novembre 2023  | Stade municipal d'Ariana   | Congo     | 2-0   | V 5–2    | Qualifications CAN 2024 |
| 4   | 30 novembre 2023  | Stade municipal d'Ariana   | Congo     | 4-1   | V 5–2    | Qualifications CAN 2024 |
| 5   | 28 février 2024   | Stade Moulay Hassan, Rabat | Maroc     | 4-1   | D 4–1    | Qualifications JO 2024  |
| 6   | 8 avril 2025      | Complexe Mohammed VI, Salé | Maroc B   | 0-2   | V 2-4    | Match amical            |

#### Statistiques par année
Le tableau suivant recense les statistiques de Salma Zemzem en sélection par année.
| Sélection | Année | Matchs | Buts | Passes |
| --------- | ----- | ------ | ---- | ------ |
| Tunisie   | 2023  | 5      | 4    | 2      |
| Tunisie   | 2024  | 6      | 1    | 2      |
| Tunisie   | 2025  | 6      | 1    | 0      |
| Total     | Total | 17     | 6    | 4      |

#### Statistiques par compétition
| Compétition                   | Matchs | Titu. | Buts | Passes | Cartons | Cartons |
| Compétition                   | Matchs | Titu. | Buts | Passes | Jau.    | Rou.    |
| ----------------------------- | ------ | ----- | ---- | ------ | ------- | ------- |
| Matchs amicaux internationaux | 8      | 8     | 1    | 2      | 0       | 0       |
| Qualifications à la CAN       | 5      | 4     | 4    | 2      | 1       | 0       |
| Coupe d'Afrique des nations   | 2      | 2     | 0    | 0      | 0       | 0       |
| Qualifications aux JO         | 2      | 2     | 1    | 0      | 0       | 0       |
| Total                         | 17     | 16    | 6    | 4      | 1       | 0       |

## Palmarès
Paris Saint-Germain (1)
- Championnat national des moins de 19 ans
  - Championne : 2017
  - Finaliste : 2018